# Dößel
Dößel ist ein Ortsteil der Stadt Wettin-Löbejün und war eine eigenständige Gemeinde im nördlichen Saalekreis in Sachsen-Anhalt (Deutschland). Auf 10,24 km² lebten 351 Einwohner (31. Dezember 2007). Am 1. Juli 2008 wurde Dößel in die Stadt Wettin eingemeindet, diese wurde am 1. Januar 2011 nach Wettin-Löbejün eingemeindet.

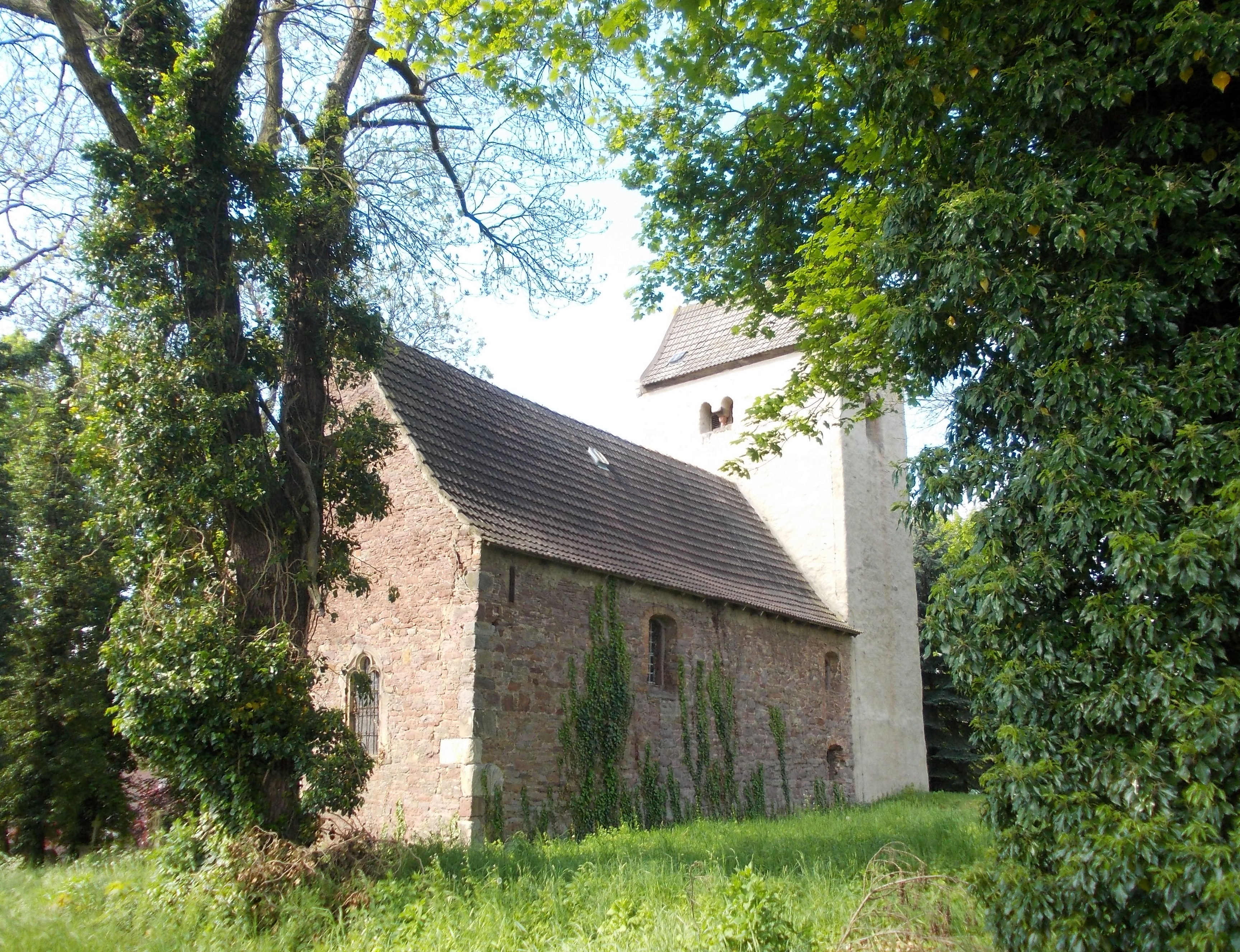
Dorfkirche Dößel

## Geografie
Dößel liegt nordwestlich von Halle (Saale).

### Gemeindegliederung
Als Ortsteile der Gemeinde waren ausgewiesen:
- Dobis
- Dößel
- Schachtberg

## Geschichte

### Dößel
Das heutige Dößel wird unter dem Namen Nadesel (1292), und Nedesleue(n) sowie Nadesleben ab 1398 geführt. Der Ort unterstand dem Domkapitel Magdeburg und gehörte zum Saalkreis des Erzstifts Magdeburg.

### Schachtberg
Die kleine Ortschaft Schachtberg entstand als Zechenhaus des Steinkohle-Bergbaus in der Region um Wettin.
Von der Wüstung Denitz zwischen Schachtberg und Wettin sind heute keine Überreste mehr sichtbar.

### Gemeinsame Geschichte ab 1680
Mit der Angliederung des Erzstifts Magdeburg an Preußen gehörten Dößel und Dobis ab 1680 zum brandenburg-preußischen Herzogtum Magdeburg. Mit dem Frieden von Tilsit wurden beide Orte und das Wirtshaus Schachtberg im Jahr 1807 dem Königreich Westphalen angegliedert und dem Distrikt Halle im Departement der Saale zugeordnet. Sie gehörten zum Kanton Wettin. Nach der Niederlage Napoleons und dem Ende des Königreichs Westphalen befreiten die verbündeten Gegner Napoleons Anfang Oktober 1813 den Saalkreis.
Bei der politischen Neuordnung nach dem Wiener Kongress 1815 wurden Dößel und Dobis im Jahr 1816 dem Regierungsbezirk Merseburg der preußischen Provinz Sachsen angeschlossen und dem Saalkreis zugeordnet.
Am 1. Juli 1950 erfolgte die Eingemeindung von Dobis nach Dößel. Am 1. Juli 2008 wurde Dößel in die Stadt Wettin eingemeindet, diese am 1. Januar 2011 nach Wettin-Löbejün.

## Bürgermeister
Der letzte ehrenamtliche Bürgermeister war der am 10. Juni 2001 gewählte Hilmar Wiebach.

## Sehenswürdigkeiten
- Flächennaturdenkmal Weiße Wand (Abfolge des Zechsteins und des Rotliegenden sichtbar) in der Nähe von Dobis
- Reste Bergmänisches Bettenhaus
- Dorfkirche Dößel